# Эль-Кала (биосферный резерват)
Эль-Кала (араб. الحديقة الوطنية القالة‎) — национальный парк на северо-востоке Алжира.
В парке сохранен экосистема средиземноморского бассейна. Заповедник был создан в 1983 году, в 1990 году был признан ЮНЕСКО биосферным резерватом. Существует опасность строительства алжирской трассы по его территории, что нанесёт непоправимый ущерб редким животным и растениям резервата. Рассматривается предложение проложить трассу южнее, в обход этого региона.